# Chelonus paucifossa
Chelonus paucifossa är en stekelart som först beskrevs av Papp 1989.  Chelonus paucifossa ingår i släktet Chelonus och familjen bracksteklar. Inga underarter finns listade i Catalogue of Life.